# Solanum odoriferum
Solanum odoriferum är en potatisväxtart som beskrevs av Vell. Solanum odoriferum ingår i släktet skattor som ingår i familjen potatisväxter. Inga underarter finns listade i Catalogue of Life.